# Associação de Futebol da Namíbia
A Associação de Futebol da Namíbia (em inglês:  Namibia Football Association, NFA) é o órgão dirigente do futebol da Namíbia, responsável pela organização dos campeonatos disputados no país, bem como da Seleção Namibiana. Foi fundada em 1990 e é afiliada à FIFA e à CAF desde o ano de 1992. Ela também é membro da COSAFA. Seu presidente atual é John Muinjo.

## Competições nacionais
- Namibia Primer League
- Campeonato Namibiano de Futebol
- Northern Stream (primeira divisão)
- Southern Stream (segunda divisão)